# هارولد هال (لاعب كريكت)
هارولد هال (بالإنجليزية: Harold Hall)‏ (8 نوفمبر 1875 - 17 مايو 1915) هو لاعب كريكت بريطاني (وحمل سابقاً جنسية المملكة المتحدة لبريطانيا العظمى وأيرلندا).

## وصلات خارجية
- هارولد هال على موقع إي آس بي آن كريك إنفو (الإنجليزية)